# 竹御所
竹御所（たけのごしょ、建仁2年（1202年）- 天福2年7月27日（1234年8月23日））は、鎌倉時代初期の女性。鎌倉幕府第2代将軍源頼家の娘。位記の名は鞠子、妙本寺の寺伝によれば媄子（よしこ）とされるが、どちらも本名ではないとされる。一幡、公暁は異母兄または同母兄、栄実は異母兄、禅暁は異母兄または異母弟と考えられている。

## 生涯
母は『尊卑分脈』では源義仲の娘となっており、また『諸家系図纂』所収「河野系図」には河野通信と北条時政の娘の間に生まれた美濃局を母と伝えるが、「竹の御所」は比企ヶ谷の比企氏邸跡であることから、実際の母は比企能員の娘若狭局と考えられる（美濃局については竹御所の乳母が正しく、その後ろ盾で承久の乱に連座した河野氏が再興されたとする説もある）。
誕生の翌年に比企能員の変が起こり、頼家は北条氏によって将軍の座から逐われ、間もなく暗殺された。建保4年（1216年）3月5日、祖母・北条政子の命により、15歳で叔父の源実朝の御台所（西八条禅尼）に謁見し、その猶子となる。他の頼家の子が幕府の政争の中で次々に非業の死を遂げていく中で、政子の庇護のもとにあり女子であった竹御所はそれに巻き込まれることを免れ、政子の死後にその実質的な後継者となる。幕府関係者の中で唯一、源頼朝の血筋を引く生き残りである竹御所は、幕府の権威の象徴として御家人の尊敬を集め、彼らをまとめる役目を果たした。
寛喜2年（1230年）、29歳で13歳の第4代将軍藤原頼経に嫁ぐ。夫婦仲は円満であったと伝えられる。その4年後に懐妊し、後継者誕生の期待を周囲に抱かせたが、難産の末に男児を死産し、本人も死去した。享年33。これにより頼朝の直系子孫はすべて死に絶え、源氏将軍の血筋は断絶した。
藤原定家の日記『明月記』によると、竹御所の訃報がもたらされた鎌倉武士たちは、源氏棟梁の血筋が断絶したことに激しく動揺し、京都にあった御家人はこぞって鎌倉に下ったという。定家はこのことに対し「平家の遺児らをことごとく葬ったことに対する報いであろう」と述べている。
なお、『吾妻鏡』嘉禎元年（1235年）7月27日条には、「竹御所姫君（竹御所の娘）」が喪の期間を終えたと記されている。
墓は比企一族の菩提寺である妙本寺にある。

## 竹御所の立場
幼少期の竹御所は政子の保護下にあり、西八条禅尼を腰結として裳着を行った可能性がある。このとき、竹御所が保護者である政子ではなく西八条禅尼の猶子となった理由は不明である。
『吾妻鏡』において、竹御所の記事は北条政子の死後から頻出するようになるが、この時期は北条泰時が三浦氏などの有力御家人と協調を図りながら執権体制の確立を目指していた時期であり、竹御所は「源氏」の名の下に、政子の後継者として、政子のカリスマ的権威の下に集結した東国武士団の結束を保つ上で極めて重要な存在であった。加えて、竹御所は、源氏将軍時代における働きによって幕府内の地位を得た三浦氏や北条氏などの御家人にとって、自らの立場の根拠となる存在であった。
政子の死に際して、竹御所は「葬家御仏事」を沙汰しているが、これは、嫡女が生家の家地における祭祀遂行の機能を有した当時のイエ世界の文化から考えて、まさに鎌倉将軍家、河内源氏の嫡女としての役割を果たしたことになる。加えて、藤原姓のまま将軍職についた藤原頼経の権威を補完する役割を果たしたとされる。
また、寛喜2年（1230年）閏1月17日には、二所権現（伊豆山神社・箱根権現）に奉幣使を立てているが、二所権現は鶴岡八幡宮に次ぐ鎌倉幕府の守護神的性格の強い神社で、これに対する奉幣使発遣は、将軍（鎌倉殿）固有の祭祀権に属するものであった。つまり、政子死後の竹御所の立場は鎌倉殿に準じるものであったと言える。
同3年3月6日には、新調の車が京都より下されているが、竹御所はこの頃に朝廷から鎌倉殿の御台所に相応しい位階を与えられたとする説がある。
竹御所は源氏将軍家の人間の中でも特に方違えに関する記事が多いが、方違えや作事に関係して名前が見える二階堂行然、大和久良（藤内左衛門尉）、中原季時、窟平左衛門尉広光、牧右衛門尉は、政子の側近の当事者・血縁者・関係者であり、このことからも竹御所が政子の後継者であったと考えられる。

## 画像集

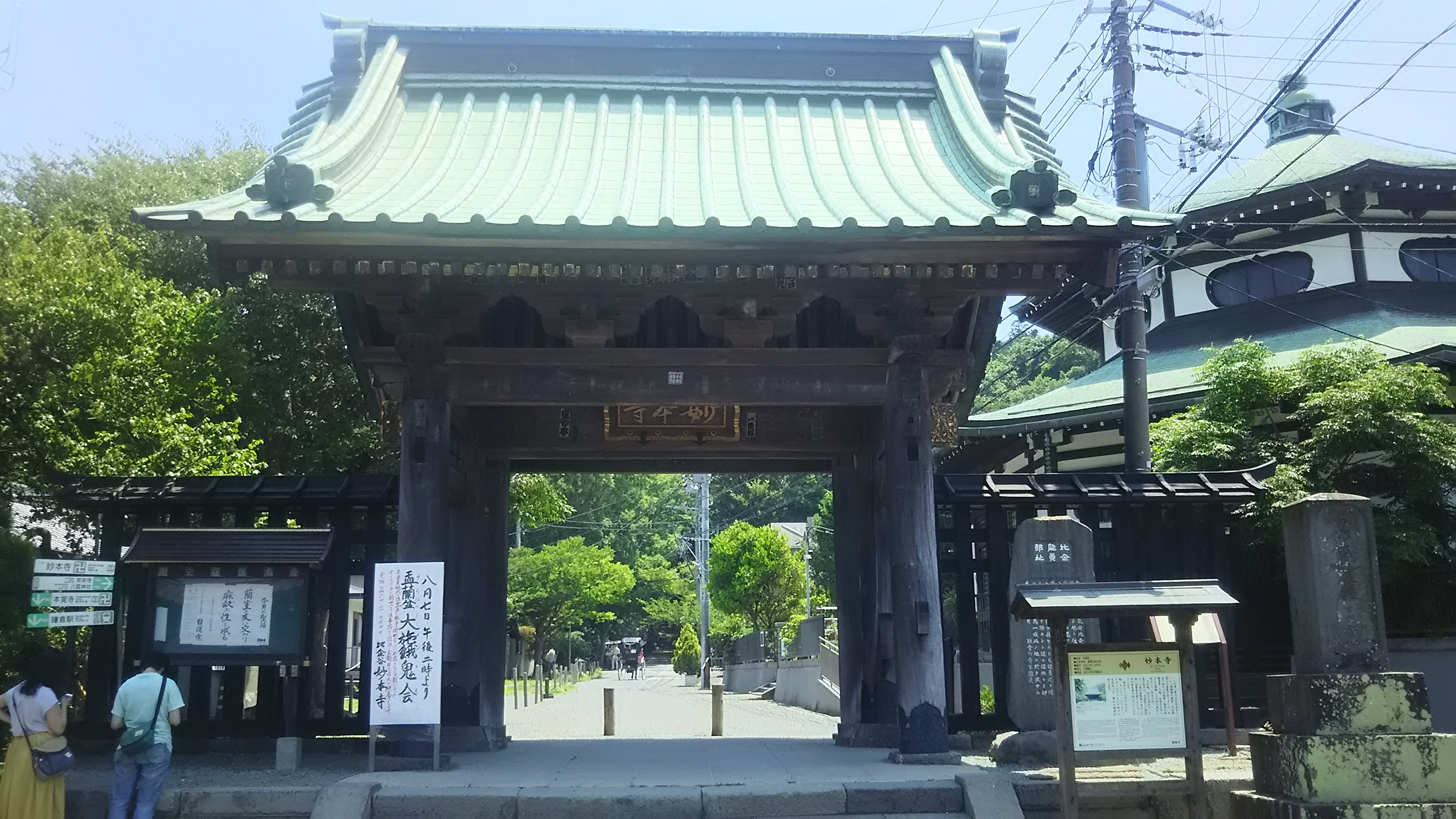
妙本寺総門（JR横須賀線鎌倉駅近く）
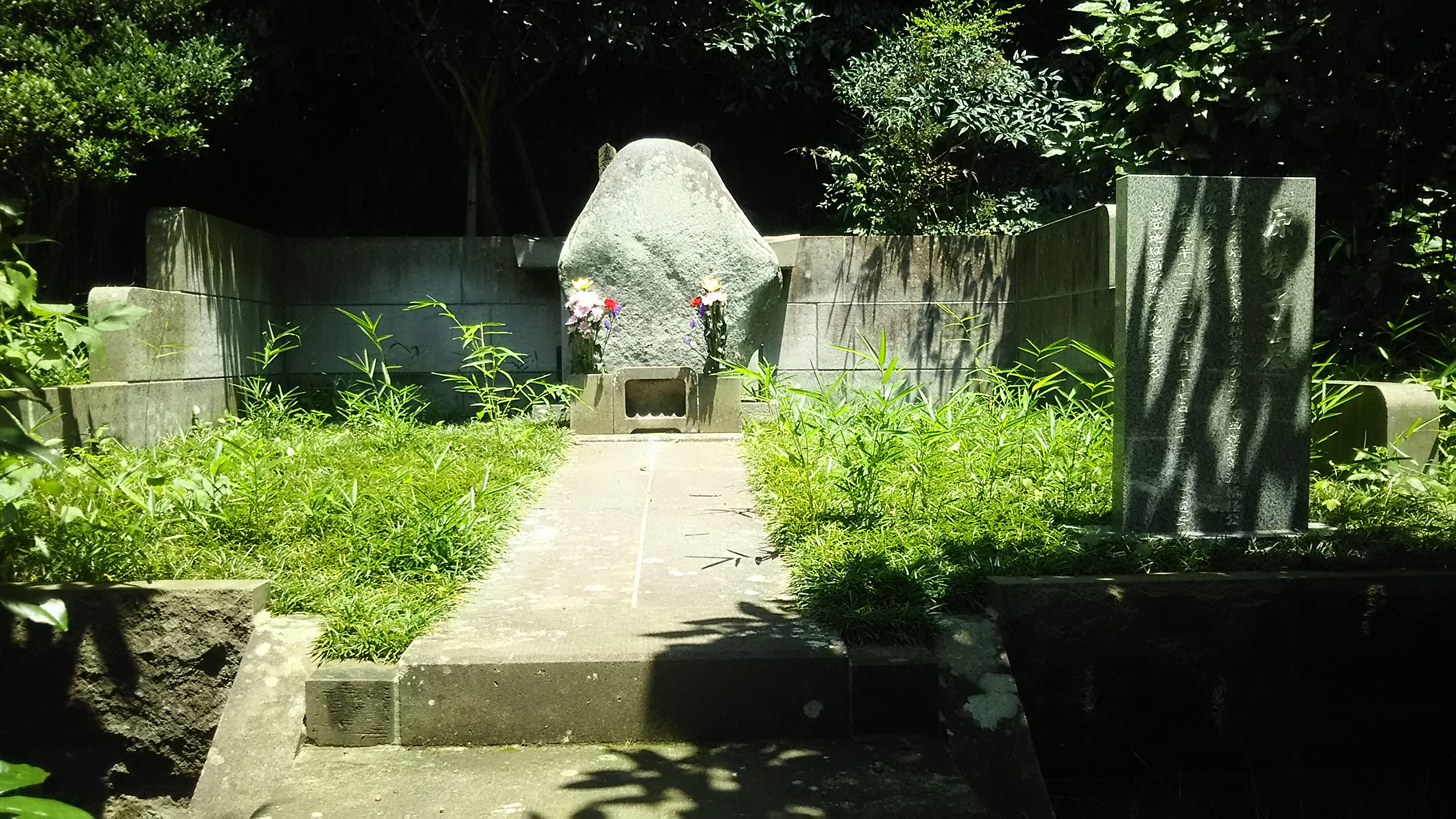
源媄子之墓（妙本寺祖師堂向かって左側奥）